# Hugo Ricardo Araya

Wappen von Hugo Ricardo Araya.

Hugo Ricardo Araya (* 14. März 1960 in El Cano, Argentinien) ist ein argentinischer Geistlicher und römisch-katholischer Bischof von Cruz del Eje.

## Leben
Hugo Ricardo Araya empfing am 21. Dezember 1984 das Sakrament der Priesterweihe.
Am 2. August 2017 ernannte ihn Papst Franziskus zum Bischof von Cruz del Eje. Der Militärbischof von Argentinien, Santiago Olivera, spendete ihm am 7. Oktober desselben Jahres in der Kathedrale Nuestra Señora del Carmen in Cruz del Eje die Bischofsweihe; Mitkonsekratoren waren der Erzbischof von Córdoba, Carlos José Ñáñez, der Rektor der Päpstlichen Katholischen Universität von Argentinien, Erzbischof Victor Manuel Fernández, der Bischof von Villa de la Concepción del Río Cuarto, Adolfo Armando Uriona FDP, und der Bischof von Quilmes, Carlos José Tissera.